# 新膜头鳕
新膜头鳕（学名：Hymenocephalus nascens）为长尾鳕科膜头鳕属的鱼类。分布于菲律宾南部棉兰姥岛北部及北婆罗洲海区以及香港附近到吕宋岛南部南中国海区等，属于生活于香港附近到菲律宾南部水深182.9-273.7米的底层鱼类。该物种的模式产地在中国海，香港附近、吕宋岛南部外海。